# Michaël II Psellos
Michaël II (Grieks: Μιχαήλ Β', Mikhaēl II) (Amorium in Frygië, ? - oktober 829), bijgenaamd Psellos of Traulos (Grieks: Τραυλός, Ψηλλος; Latijn: Psellus) (de Stotteraar) of de Amoriër, was van 820 tot aan zijn dood keizer van Byzantium. Michaël vermoordde zijn voorganger en vroegere wapenbroeder Leo V en stichtte de Amorische dynastie.
Keizer Michaël, uit Amorium afkomstig, werd door de Byzantijnen als een weinig verfijnd man beschouwd. Hoewel hij inderdaad nauwelijks kon lezen en schrijven en een soldaat in hart en nieren was, regeerde hij met verstand. Hij probeerde met enig succes alle gekrakeel over de iconen wat te laten luwen. Zelf was hij geen voorstander van iconenverering en hij herstelde de cultus niet, maar er was ook geen sprake van vervolging.
Thomas de Slaviër een ander wapenbroeder, vond dat hij evenveel recht op de troon had als Michael en kwam in opstand. Thomas zocht steun bij Kalief Al-Ma'mun en Michael bij de Bulgaarse kan Omoertag. Het gevolg was het Beleg van Constantinopel (821-823). Thomas werd verslagen.
Het rijk werd hier echter wel door verzwakt. Omstreeks 824 werd Kreta veroverd, door een groep opstandige Omajjaden van Andalusië en richtten het Emiraat Kreta op. Kreta werd daarmee een zeeroversnest en zou dat nog anderhalve eeuw blijven. Ook op Sicilië maakten de Aghlabiden handig gebruik van de onenigheid tussen de lokale Byzantijnse machthebbers en begonnen in 827 met de verovering van het eiland. De positie van Byzantium als zeemacht was hiermee zwaar aangetast.
Niettemin de vele problemen, slaat met Michaël II Psellos Byzantium de weg in van herstel en bloei.
Michaël werd door zijn zoon Theophilos opgevolgd.